# 書成
書成（？—？），滿洲鑲黃旗人，清朝政治人物。监生出身。
乾隆十年，擔任延平府知府，乾隆十二年，改任泉州府知府。1747年（乾隆12年），奉旨擔任福建分巡台灣道，為台灣清治時期這階段的地方統治者。